# 점막

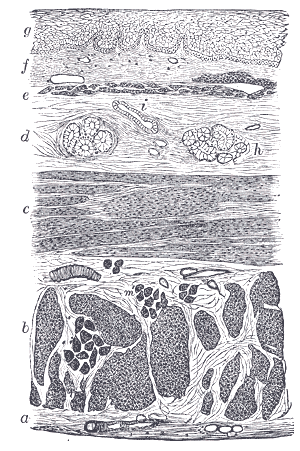
위에서 f가 점막을 가리킨다.

점막(중국어: 粘膜, 영어: mucosa 또는 mucous membrane)은 동물의 피부(상피조직)에서 점액선을 가진 체내상피를 말한다. 사람의 경우 구강점막, 소화기내, 콧속, 입술, 항문, 남성기 귀두부위, 여성의 질 등이 점막으로 되어 있다. 점막 흡수와 분비의 기능을 담당하는 상피조직이다.

## 같이 보기
- 뮤신